# Munjamyeong

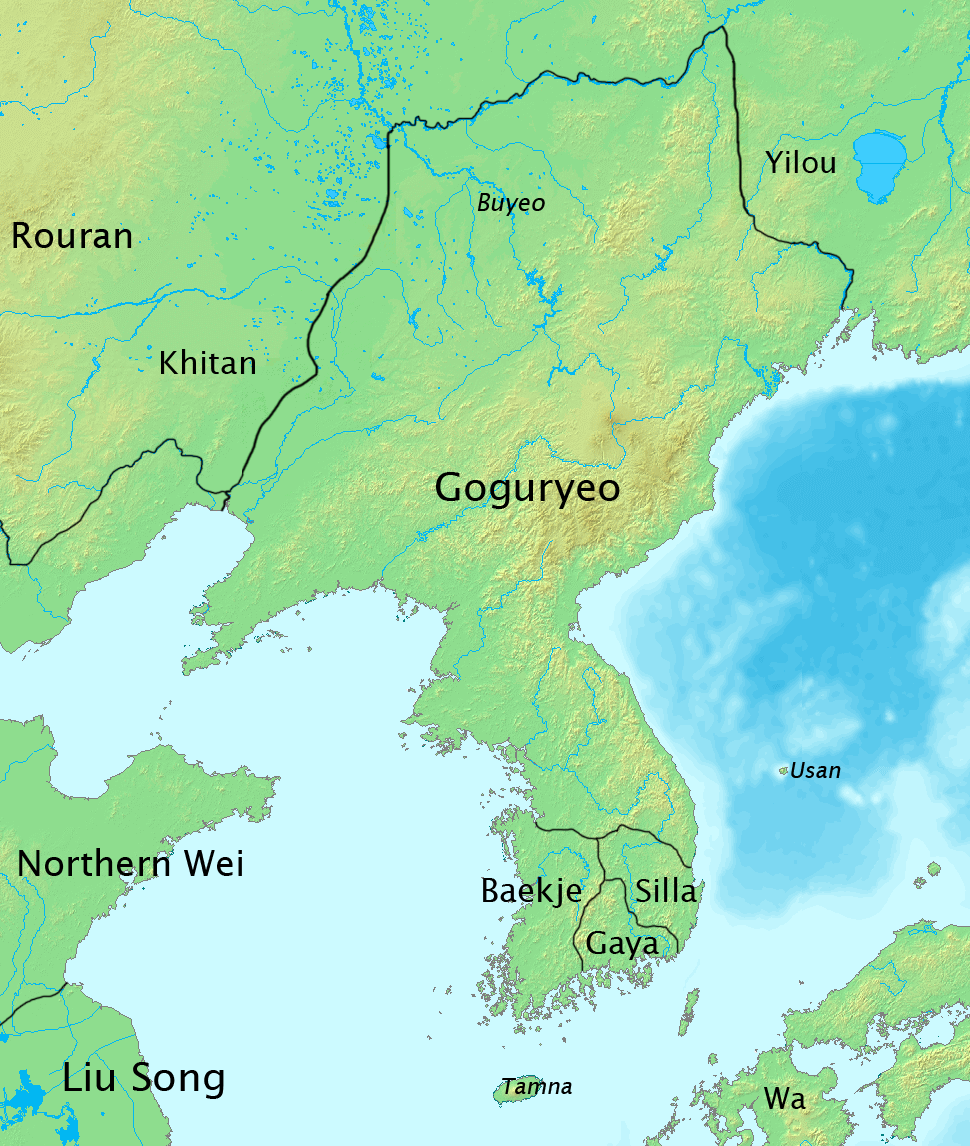

Munjamyeong of kortweg Munja was koning van Koguryo van 491 tot 519.

## Levensloop
Munjamyeong was de kleinzoon van Jangsu. Hij regeerde ten tijde van de gouden periode in de geschiedenis van Korea. Zoals zijn grootvader was hij een groot diplomaat en zorgde ervoor dat hij op goede voet stond met de naburige Chinese rijken. Zijn zuidelijke buren hield hij onder controle. In 494 veroverde hij Buyeo, het rijk van de Mohe.
Net als zijn grootvaders, stimuleerde Munja de uitbreiding en verspreiding van het boeddhisme.
Munjamyeong werd door zijn oudste zoon Anjang opgevolgd.